# Santo Antônio de Pádua na Via Merulana (título cardinalício)
O título cardinalício de Santo Antônio de Pádua na Via Merulana (em latim, S. Antonii Patavini de Urbe) foi instituído pelo Papa João XXIII em 12 de março de 1960, pela constituição apostólica Inter Cetera. Sua sede se encontra na região do Esquilino, em Roma. Sua edificação foi iniciada no ano de 1884 por ordem dos Franciscanos.
Sua igreja titular é Sant'Antonio da Padova all'Esquilino.

## Titulares
- Peter Tatsuo Doi (1960 - 1970)
- António Ribeiro (1973 - 1998)
- Cláudio Hummes, O.F.M. (2001 - 2022)
- Américo Aguiar (2023 - )